# Єкатериновка (Саратовська область)
Катеринівка (рос. Екатериновка) — селище міського типу (з 1958) в Росії, муніципальне утворення у складі Катеринівського району Саратовської області.
Населення — 6135 осіб.

## Географія
Залізнична станція Катеринівка Приволзької залізниці (лінія Саратов-Ртищево). Розташований за 145 км на північний захід від Саратова.

## Історія

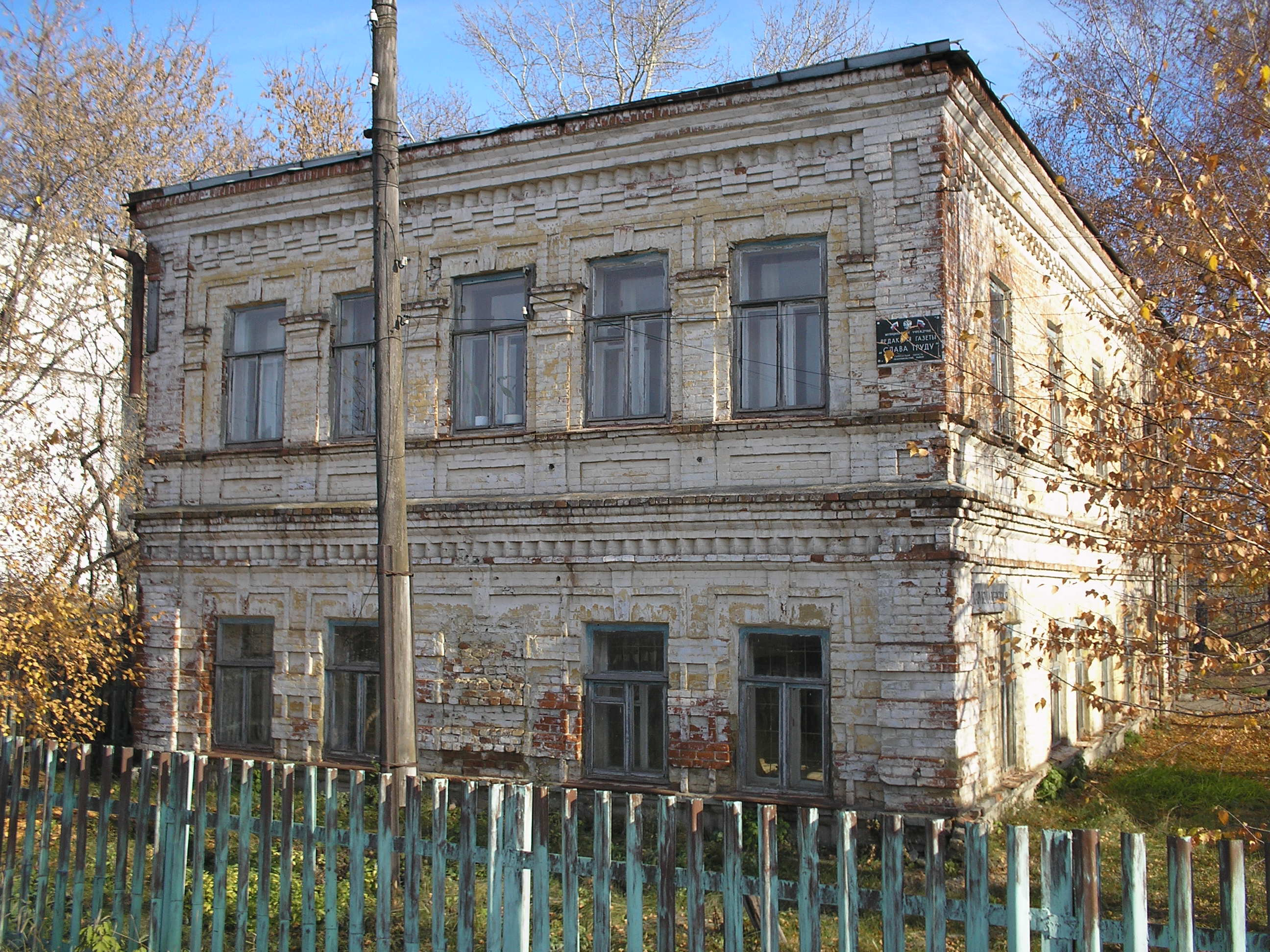
Редакція газети «Слава праці», колишній будинок купця Думіна (початок XX століття)

Село засноване в 1871 році переселенцями з України (Катеринославської губернії) у зв'язку з будівництвом залізниці Москва — Саратов та станції Катеринівка (названа по імені села, що знаходилося за 3 верстах, нині село Мала Катеринівка).
З 1958 року селище міського типу.

## Промисловість
- Круп'яний завод;
- маслозавод;
- хлібокомбінат;
- 2-а великих елеватори;